# АД-3УД
АД-3УД (читается как "А-Дэ-Три-У-Дэ", Автомат Дорониных 3-х секундный Унифицированный Десантный) — механический страхующий прибор, предназначенный для раскрытия двухконусного замка ранца основного парашюта по истечении заданного интервала времени в случае, если парашютист по каким-либо причинам не ввел парашютную систему в работу самостоятельно. Разработан авторской группой в составе братьев Анатолия, Владимира и Николая Дорониных.

## Технические характеристики[1]
- Установка времени срабатывания: 3 сек.
- Диапазон рабочих температур: ±60 °С
- Усилие силовых пружин прибора во взведённом состоянии: не менее 28 кгс.
- Рабочий ход вытяжного троса: 70±3 мм
- Срок службы: 12 лет
- Масса прибора: 0,8 кг
- Гарантийное количество срабатываний: 500 раз
- Технический ресурс срабатываний: 1000 раз

Автомат отличается исключительной надёжностью, что изобретатели продемонстрировали в ходе испытаний, использовав прибор в качестве молотка, что никак не сказалось на его функционировании.

## Основные узлы
Временной парашютный прибор АД-ЗУ-Д состоит из корпуса, часового механизма, вытяжного устройства.
Корпус служит для размещения и обеспечения взаимодействия часового механизма и вытяжного устройства.
Часовой механизм обеспечивает отработку заданного интервала времени. Все его детали смонтированы между нижней и верхней платой, зафиксированы относительно корпуса в гнездовых отверстиях двумя ловителями и закреплены с внешней стороны корпуса тремя винтами нижней платы. Винты зафиксированы лаком или краской.
Вытяжное устройство приводит в действие часовой механизм и раскрывает замок парашютной системы.